# Rocca d'Evandro
Rocca d'Evandro è un comune italiano di 2 968 abitanti della provincia di Caserta in Campania. Prima dell'XI secolo nota come Rocca di Bandra o Rocca di Vandra o Vandra.

## Geografia fisica
Il paese è collocato su di un piccolo colle ai piedi del monte Camino. La fortezza arroccata in cima al borgo di Rocca d'Evandro domina l'ampia vallata del Garigliano tra i monti Aurunci, il monte Cairo e le Mainarde.

## Origini del nome
Incerta l'origine del toponimo. "Rocca" si riferisce al castello, ma prima dell'XI secolo la località era un insediamento posto a valle, forse di origine romana, forse nato in seguito all'esodo delle popolazioni di Casinum ed Aquinum nel 582 a seguito delle scorrerie del longobardo Zotone, duca di Benevento.

## Storia
Sorgono nel territorio del comune testimonianze d'insediamenti romani come l'approdo vinario in località Porto di Mola - Mortola e forse la stessa Vandra.
Il castello, a cui è legata la vita del borgo, nasce intorno al X secolo. La sua posizione strategica è causa di dure contese per il suo dominio. In un documento dell'11 luglio 961 se ne attesta la cessione dai principi di Capua e Benevento al monastero di San Salvatore.
Nel 1117 e nel 1343 due terremoti devastano molti centri della zona, tra cui Montecassino. Nel XIV secolo Montecassino prende possesso della fortezza.
Agli inizi del XVI secolo, con Camino e Mignano, Rocca d'Evandro è tra i possedimenti di Ettore Fieramosca. Poi nel 1534, conquistato il Regno di Napoli, Carlo V ne fa dono alla poetessa Vittoria Colonna per il suo contributo. Gli ultimi feudatari furono i Cedronio, prima baroni e dal 1677 marchesi di Rocca d'Evandro.

## Monumenti e luoghi d'interesse
Per secoli la vita a Rocca d'Evandro si identifica con quella del suo castello. Dal 1980 il castello è di proprietà del comune, che lo acquista per salvaguardarne il patrimonio storico e recuperarlo come patrimonio culturale della collettività. Dal 1983 sono stati avviati lavori di restauro sotto la sorveglianza della Sovrintendenza per i beni ambientali, artistici, architettonici e storici di Caserta e Benevento. La sua posizione strategica, che un tempo lo rese prezioso per gesta militari, oggi ben si presta ad un uso turistico e culturale.
Importante testimonianza del periodo romano sono anche i resti di un approdo vinario venuti alla luce in località Mortola, nella zona cosiddetta di Porto di Mola.
Notevoli sono le chiese del Settecento di Santa Maria Maggiore e del Farneto; del Seicento invece è il santuario di Monte Camino posto a circa 1000 m s.l.m., che si può raggiungere a piedi; l'eremo dell'Eterno Padre su Monte Maggiore (XVI secolo); la chiesa di Santa Maria di Mortola, vicino a Suio, e la cappella di San Tommaso del XV secolo, entrambe ristrutturate.

## Società

### Evoluzione demografica
Abitanti censiti

### Religione
La popolazione professa per la maggior parte la religione cattolica e afferisce alla diocesi di Sora-Cassino-Aquino-Pontecorvo, ma fino all'anno 2014 faceva parte dell'abbazia territoriale di Montecassino.

## Infrastrutture e trasporti

### Strade
Il comune è interessato dalla ex strada statale 430 della Valle del Garigliano e dall'uscita di San Vittore dell'autostrada A1.

### Ferrovie
Il comune è servito dalla stazione di Rocca d'Evandro-San Vittore sulla ferrovia Roma-Cassino-Napoli.

## Amministrazione
| Periodo | Periodo   | Primo cittadino    | Partito                                 | Carica  | Note |
| ------- | --------- | ------------------ | --------------------------------------- | ------- | ---- |
| 1988-   | 1990      | Antonio Marandola  | Partito Socialista Democratico Italiano | Sindaco |      |
| 1990-   | 1995      | Antonio Marandola  | Partito Socialista Democratico Italiano | Sindaco |      |
| 1995-   | 1999      | Antonio Marandola  | Alleanza Nazionale                      | Sindaco |      |
| 1999-   | 2004      | Antonio Marandola  | Alleanza Nazionale                      | Sindaco |      |
| 2004-   | 2009      | Carmine Domenicano | Lista Civica                            | Sindaco |      |
| 2009-   | 2014      | Angelo Marrocco    | Lista Civica                            | Sindaco |      |
| 2014-   | 2019      | Angelo Marrocco    | Lista Civica                            | Sindaco |      |
| 2019-   | in carica | Emilia Delli Colli | Lista Civica                            | Sindaco |      |

## Galleria d'immagini

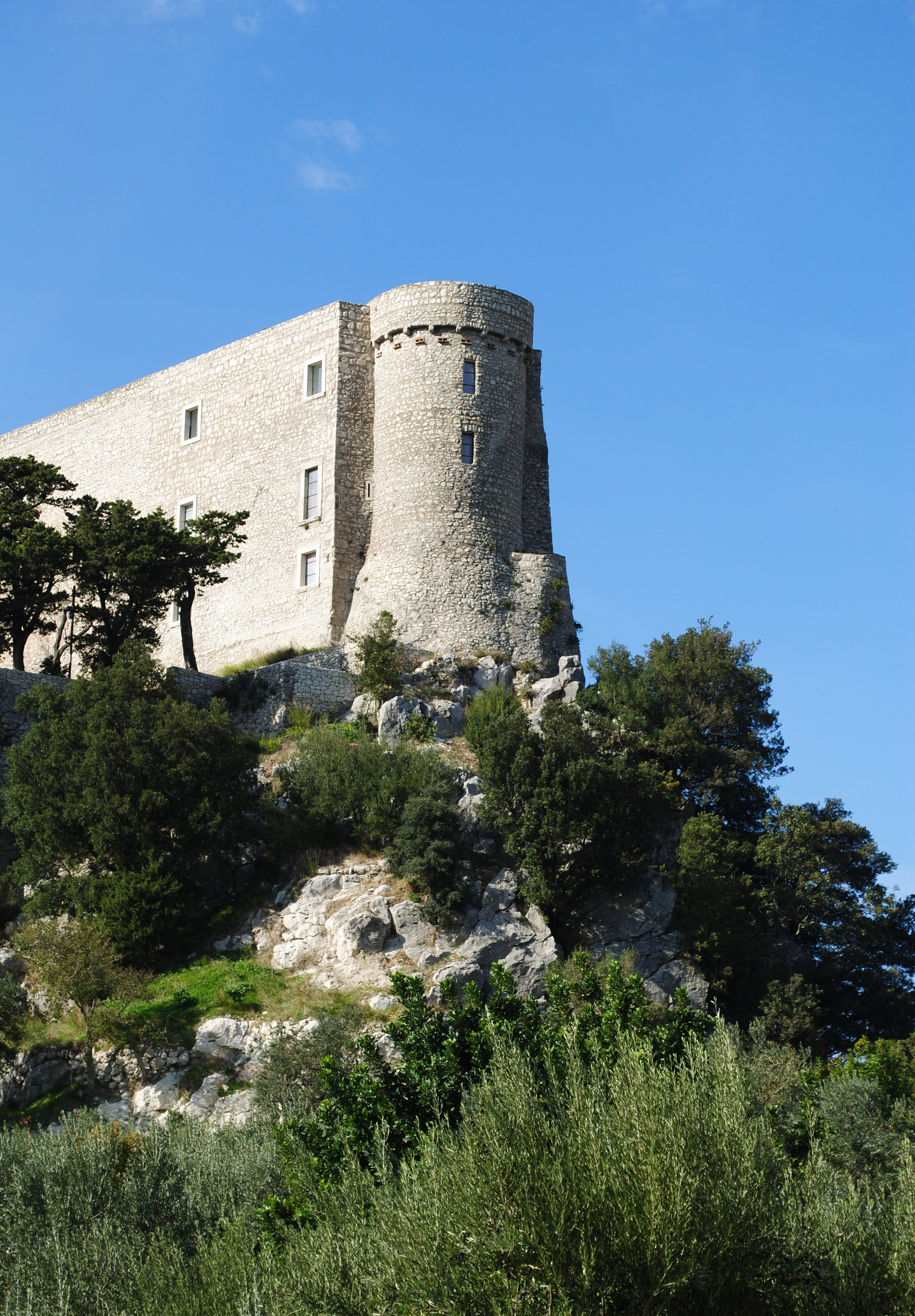
Castello di Rocca d'Evandro
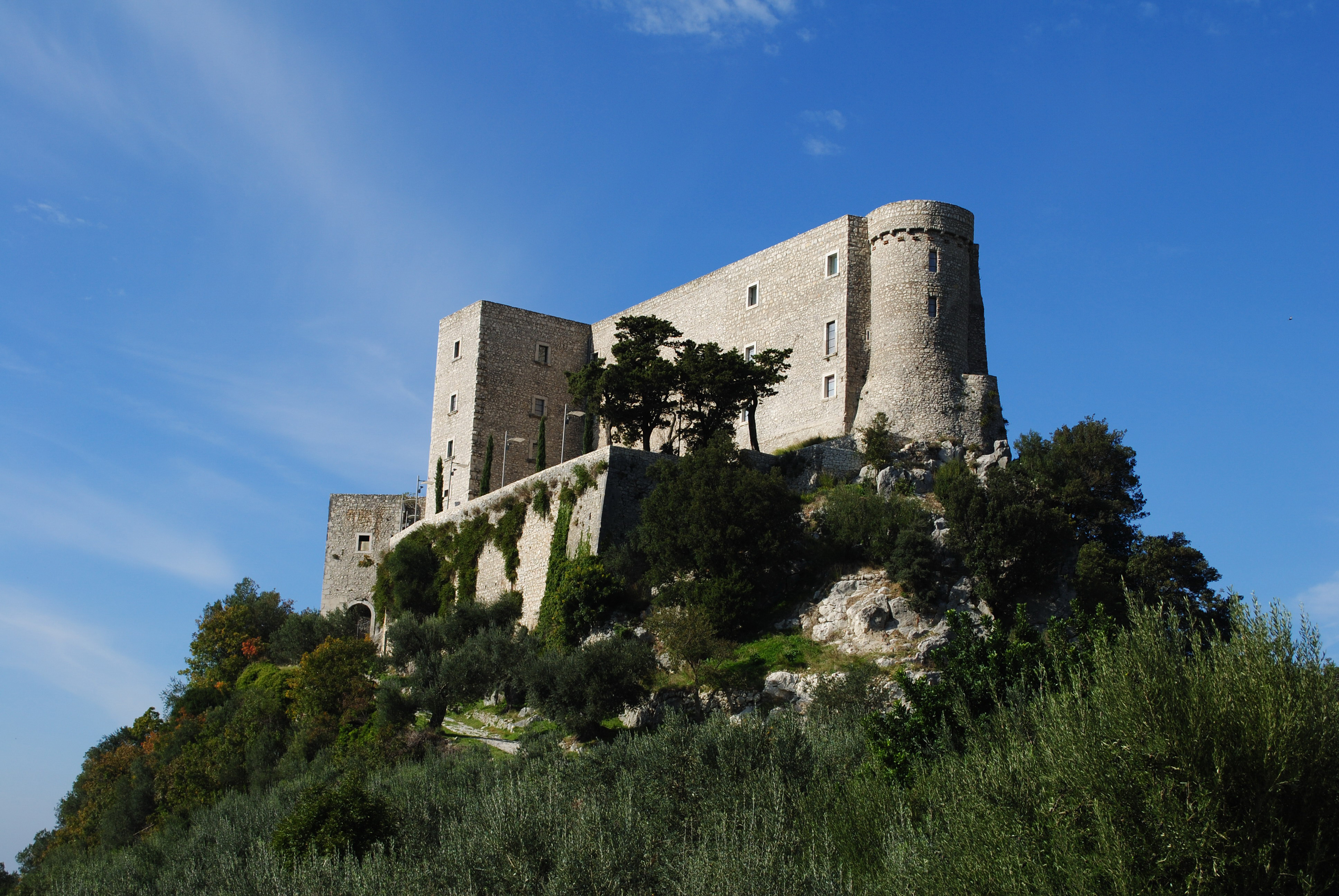
Castello. Visione d'insieme